# Llanelli
Llanelli ("St Elli's Parish") er en købstad og det største community i Carmarthenshire og grevskabet Dyfed, Wales. Den ligger ved floden Loughors udmunding omkring 17 km nordvest for Swansea og 19 km sydøst for county-byen Carmarthen. Llanelli havde et befolkningstal på 25.168 i 2011, og et estimeret indbyggertal på 26.225 i 2019, hvilket gør den til en af Wales' største byer. Den lokalet myndighed var Llanelli Borough Council da countiet Dyfed eksisterede, men det har været en del af Carmarthenshire County Council siden 1996.